# Shericka Williams

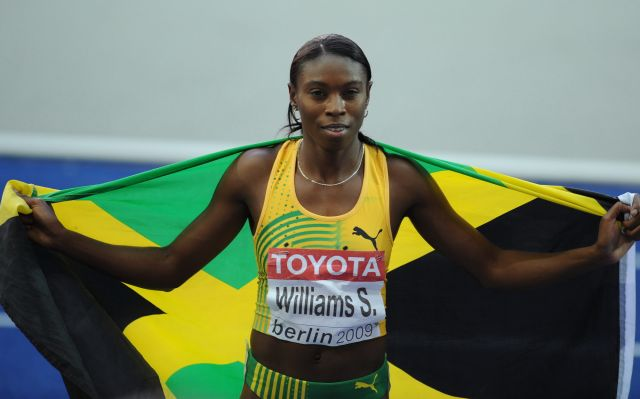

Shericka Williams (nacida el 17 de septiembre de 1985 en Río Negro, Santa Isabel) es un velocista jamaicana y antigua alumna de la Escuela Secundaria Técnica St. Elizabeth.
Junto con Novlene Williams, Ronetta Smith y Lorraine Fenton ganó una medalla de plata en 4 x 400 metros de relé en el Campeonato Mundial de Atletismo 2005. También compitió en el concurso individual, pero fue eliminada en la semifinal. Dos años más tarde, ganó otra medalla de plata en la prueba 4 x 400 metros de relé en el Campeonato Mundial de Atletismo de 2007, esta vez con Shereefa Lloyd, Davita Prendagast y Novlene Williams. El equipo estableció un récord nacional en esa carrera, terminando en segundo lugar a los Estados Unidos en un tiempo de 3:19.73.
En los Juegos Olímpicos de 2008 en Pekín, China, Williams ganó la medalla de plata en los 400 metros en un personal mejor tiempo de 49,69 segundos. Ella también ganó el bronce en el relevo de 4 x 400 metros con Shereefa Lloyd, Rosemarie Whyte y Novlene Williams.